# Kehlsparren
Ein Kehlsparren wird in eine hölzerne Dachkonstruktion eingebaut, wenn zwei Dachflächen in einer Kehle aufeinandertreffen. Der Kehlsparren hat ähnliche Eigenschaften wie der Gratsparren, nur die Abgratung und

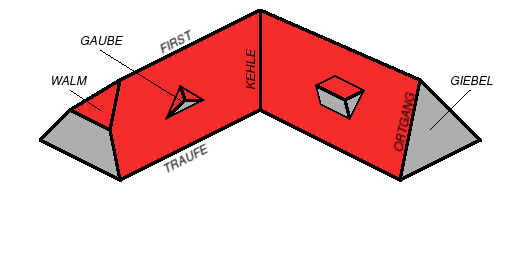
Bezeichnungen am Dach

die Kerven (Sattel) unterscheiden sich im Aussehen. Die Abgratung heißt hier Kehlung und verlängert die Dachflächen bis zur Mitte des Kehlsparrens (Kehllinie).
Schließen an den Kehlsparren Schifter an, verlaufen diese nicht, wie beim Gratsparren, von der Fußpfette zum Sparren, sondern von der Firstpfette zum Kehlsparren.
Alternativ zum Kehlsparren kann auch eine Bohlenschiftung zur Ausführung kommen.